# Honorata Skarbek
Honorata Skarbek, también conocida como Honey (Zgorzelec, 23 de diciembre de 1992), es una cantante, compositora y bloggera de moda polaca.
Fue ganadora del premio en el festival TOPtrendy 2011 en Sopot y del VIVA Comet Awards 2012 en la categoría debut del año. Su álbum debut, "Honey", lanzado el 28 de marzo de 2011, fue promocionado por éxitos como "No One", "Runaway" y "Sabotage". En 2013, la cantante fue nominada al premio Kids' Choice Award 2013. Fue telonera durante el primer concierto de Justin Bieber en Polonia, que tuvo lugar el 25 de marzo de 2013 en el Atlas Arena en Łódź.
Su segundo álbum, "Million", fue lanzado el 16 de abril de 2013. El primer sencillo promocional fue "Lalalove" (la versión en inglés se llama "Don't Love Me"). El segundo sencillo de este álbum se llama "Nie powiem jak" (Avión) y se estrenó el 25 de marzo de 2013.

## Discografía

### Álbumes de estudio
| Título                                                                                      | Detalles del álbum | Posiciones máximas en los gráficos | Ventas               | Certificaciones |
| Título                                                                                      | Detalles del álbum | POL                                | Ventas               | Certificaciones |
| ------------------------------------------------------------------------------------------- | --- | ---------------------------------- | -------------------- | --------------- |
| Honey                                                                                       | - Fecha de lanzamiento: 21 de marzo de 2011 - Etiqueta: Universal Music Polska, Magic Records - Formatos: CD, descarga digital | —                                  | - POL: más de 15.000 | - POL: Oro      |
| Million                                                                                     | - Fecha de lanzamiento: 16 de abril de 2013 - Etiqueta: Universal Music Polska, Magic Records - Formatos: CD, descarga digital | 39                                 | - POL: más de 15.000 | - POL: Oro      |
| Puzzle                                                                                      | - Fecha de lanzamiento: 31 de julio de 2015 - Etiqueta: Universal Music Polska, Magic Records - Formatos: CD, descarga digital | 28                                 |                      |                 |
| Sunset                                                                                      | - Fecha de lanzamiento: 11 de mayo de 2018 - Etiqueta: Universal Music Polska, Magic Records - Formatos: CD, descarga digital  | 27                                 |                      |                 |
| "—" denota una grabación que no figuró en las listas o que no se publicó en ese territorio. | |                                    |                      |                 |

### Sencillos
| Título                                                                                            | Año  | Posiciones más altas en los gráficos | Posiciones más altas en los gráficos | Álbum              |
| Título                                                                                            | Año  | POL (JUMPS)                          | POL (NEW)                            | Álbum              |
| ------------------------------------------------------------------------------------------------- | ---- | ------------------------------------ | ------------------------------------ | ------------------ |
| "No One"                                                                                          | 2011 | —                                    | —                                    | Honey              |
| "Runaway"                                                                                         | 2011 | —                                    | 2                                    | Honey              |
| "Sabotaż"                                                                                         | 2011 | —                                    | 1                                    | Honey              |
| "Lalalove (Don't Love Me)"                                                                        | 2013 | —                                    | —                                    | Million            |
| "Lalalove (Don't Love Me) (Michael Bear RMX)"                                                     | 2013 | —                                    | —                                    | Sencillo sin álbum |
| "Insomnia"                                                                                        | 2013 | —                                    | —                                    | Million            |
| "Nie powiem jak"                                                                                  | 2013 | 1                                    | 1                                    | Million            |
| "Fenyloetyloamina"                                                                                | 2013 | —                                    | —                                    | Million            |
| "Fenyloetyloamina (FIVER Remix)"                                                                  | 2014 | —                                    | —                                    | Sencillo sin álbum |
| "GPS"                                                                                             | 2014 | —                                    | —                                    | Puzzle             |
| "Naga"                                                                                            | 2014 | —                                    | —                                    | Puzzle             |
| "Damy radę"                                                                                       | 2015 | —                                    | —                                    | Puzzle             |
| "Morze słów"                                                                                      | 2015 | —                                    | —                                    | Puzzle             |
| "Święta cały rok"                                                                                 | 2015 | —                                    | —                                    | Sencillo sin álbum |
| "Na koniec świata"                                                                                | 2017 | —                                    | —                                    | Sunset             |
| "Zasady"                                                                                          | 2018 | —                                    | —                                    | Sunset             |
| "Tylko mój" (ft. Marta Gałuszewska and Ewelina Lisowska)                                          | 2018 | —                                    | —                                    | (soundtrack)       |
| "Świat jest nasz"                                                                                 | 2018 | —                                    | —                                    | Sunset             |
| "Chora" (ft. Wdowa)                                                                               | 2018 | —                                    | —                                    | Sunset             |
| "Friendzone"                                                                                      | 2019 | —                                    | —                                    | Sencillo sin álbum |
| "—" denota los lanzamientos que no entraron en las listas o que no fueron lanzados en esa región. |      |                                      |                                      |                    |

## Tours
- The Sabotage Tour (2011-2013)
- My Name Is Million Tour (2013-2014)
- Puzzle Tour (2015-2016)

### Soporte/invitada
- Justin Bieber – Believe Tour (2013; Polonia)